# Heeswijkerpoort
De Heeswijkerpoort is een voormalige stadspoort in de stadsmuur van Montfoort in de Nederlandse provincie Utrecht. Samen met de voormalige Willeskopperpoort, de Waterpoort en de bewaard gebleven IJsselpoort gaf de poort toegang tot de stad. De poort was gelegen aan de oostzijde van de stad en leidde naar het gebied Heeswijk, waaraan de poort haar naam dankt.
De Heeswijkerpoort werd afgebroken in 1862. Tegenwoordig herinneren de naam van de straat en de bushalte nog aan het bestaan van de poort. Ook een gedeelte van de stadsgracht is bewaard gebleven en geeft zodoende een indruk van de plaats waar de poort gestaan heeft.

## Afbeeldingen

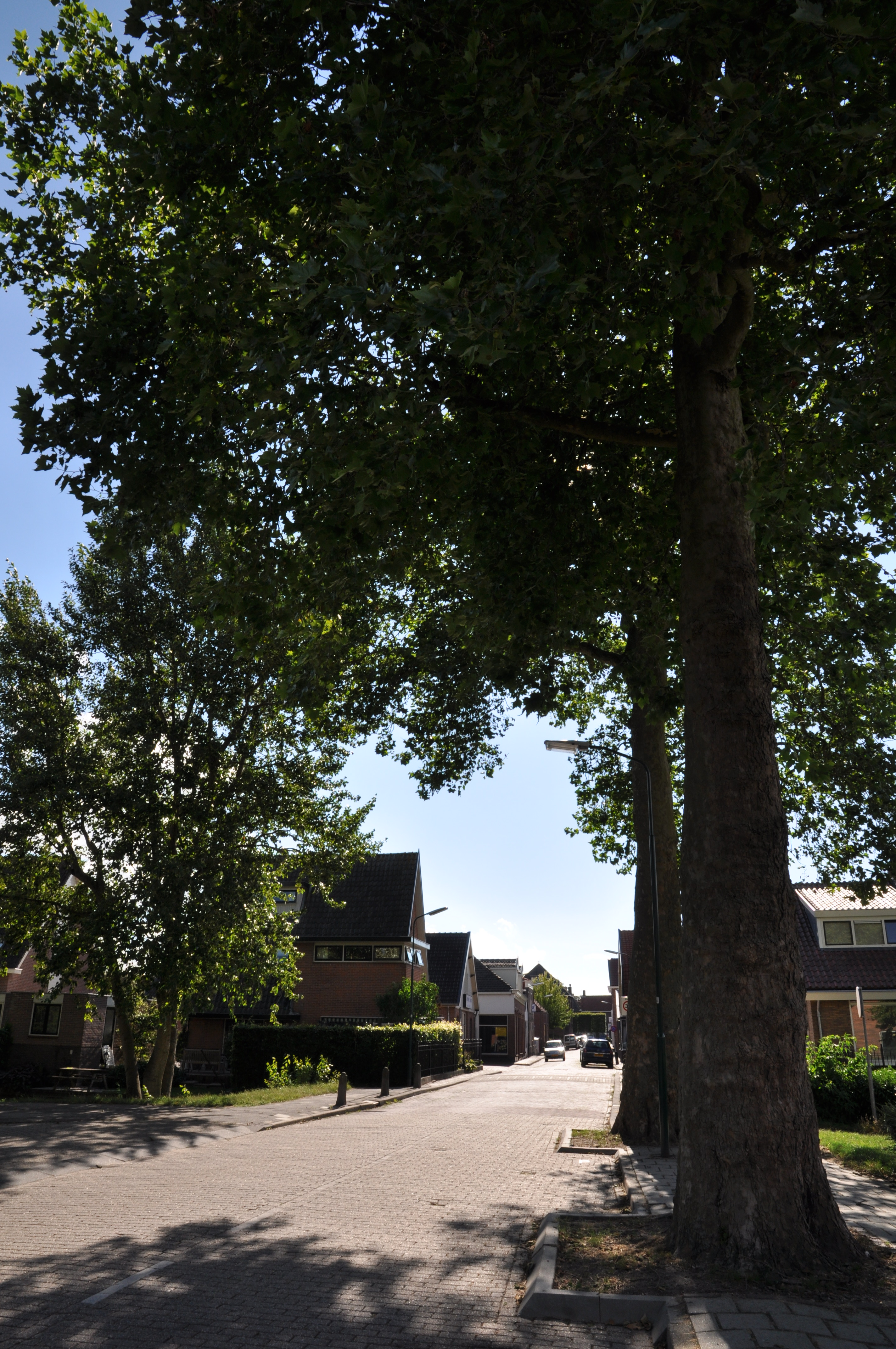
Situatie in 2013